# Ascorhynchus mariae
Ascorhynchus mariae là một loài nhện biển trong họ Ascorhynchidae. Loài này thuộc chi Ascorhynchus. Ascorhynchus mariae được miêu tả khoa học năm 1971 bởi Turpaeva.